# Capitalisme de connivence

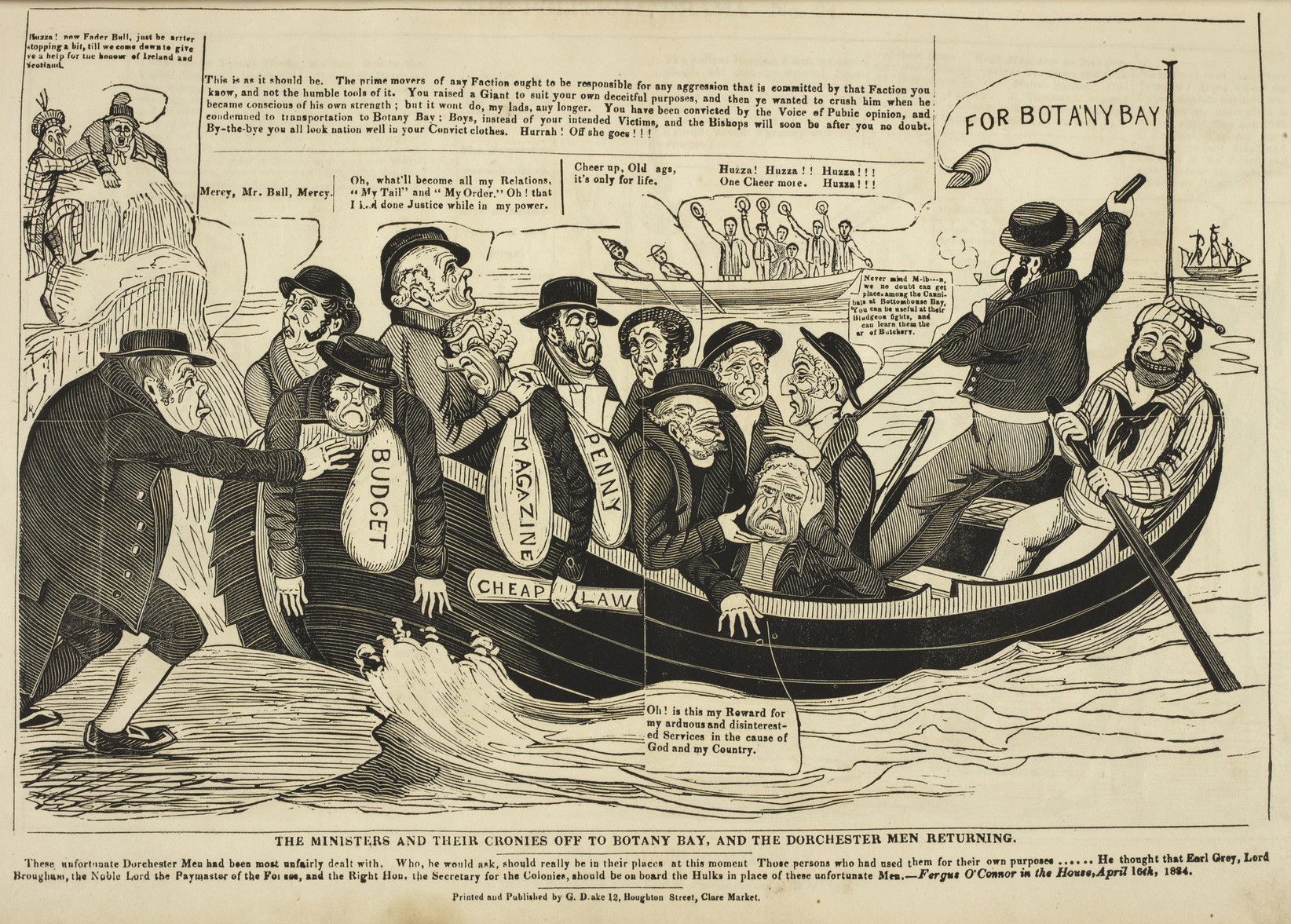
The Ministers and their cronies off to Botany Bay, and the Dorchester men returning (1834-1835).

Le capitalisme de connivence (en anglais : crony capitalism) est un terme décrivant une économie capitaliste où le succès en affaires dépend de relations étroites avec les représentants du gouvernement. Il peut créer une forme de favoritisme dans l'attribution de permis légaux, de subventions gouvernementales, de réduction d'impôts ou d'autres formes d'interventionnisme,. Il apparaîtrait lorsque le copinage, ainsi que d'autres comportements égoïstes semblables, percole vers la politique et le gouvernement. Il peut également s'exprimer sous la forme de népotisme ou, à des stades plus avancés, toucher l'économie des services publics.
L'expression anglophone crony capitalism a créé un certain impact dans l'espace public lorsqu'elle a été utilisée pour expliquer la crise économique asiatique.
Dans certains contextes, le terme est un synonyme de corporate welfare (en).
Corentin de Salle le qualifie de pathologie du capitalisme.

## Formes

Carte du monde selon les données de Transparency International sur l'indice de perception de corruption (2010).

Sous ses formes les plus légères, le capitalisme de connivence mène à la tolérance ou à l'encouragement par le gouvernement de la collusion parmi des acteurs du marché, notamment pour faire une sorte de front commun lors de soumissions sur des contrats publics, des subventions, des législations, etc..
Certains de ces systèmes, tels les ligues de sport et le Medallion System des taxis de New York, sont formalisés, mais généralement, ils sont plus subtils, tels une augmentation du temps de stage et d'examens de certification pour rendre plus coûteuse l'insertion des nouveaux. 
Dans les domaines technologiques, il peut s'exprimer sous la forme d'accusation de violation de brevets afin de décourager les compétiteurs. 
En conséquence, les nouveaux venus sur un marché rencontrent des conditions difficiles d'insertion. Parfois, certains de ceux qui arrivent à percer le font grâce à une entente entretenant la limitation de l'arrivée de nouveaux joueurs.
On parle vraiment de capitalisme de connivence lorsque ces approches dominent l'économie entière ou la direction des plus grandes industries en place. On retrouve souvent des lois intentionnellement ambiguës dans de tels systèmes ainsi qu'une surrèglementation de l'État.

## Exemples
The Economist note les pays selon un indice nommé indice de capitalisme de connivence, calculé selon l'évaluation de l'activité économique d'industries connues pour prôner la connivence. En 2014, les endroits considérés les plus atteints sont Hong Kong, la Russie et la Malaisie.
La Thaïlande et l'Indonésie ont été les premiers États identifiés comme appliquant un capitalisme de connivence lors de la crise économique asiatique de 1997. Dans ces cas, le terme a été utilisé pour décrire comment les membres des familles des dirigeants sont devenus très riches sans justifications non politiques.
Hong Kong, et la Malaisie ont également été ciblés, ainsi que d'autres États tels l'Inde, l'Argentine et la Grèce.
Le terme est également utilisé pour décrire les oligarques russes,.
Plusieurs pays prospères ont présenté à un moment ou un autre de leur histoire un certain niveau de capitalisme de connivence. Tel est le cas notamment du Royaume-Uni, particulièrement lors du XVIIe siècle et du XVIIIe siècle, les États-Unis, et le Japon.
En 2016, le juriste et auteur libéral belge, Drieu Godefridi, publie une opinion sur le site du magazine Le Vif dans laquelle il estime que l'indemnisation des coopérateurs d'ARCO pour un montant de 600 millions d'euros par l'État belge est du capitalisme de connivence. Dans les faits, le gouvernement Leterme, dont le Premier ministre était Yves Leterme dans la coalition CD&V-MR-PS-cdH-Open VLD, a étendu la garantie bancaire de 100 000 euros aux 780 000 coopérateurs d'ARCO, en majorité flamands, à la suite de la défaillance de la banque belge Dexia, dont ARCO était l'un des principaux actionnaires et également le bras financier du Algemeen Christelijk Werknemersverbond (Mouvement ouvrier chrétien en Flandre) lié au parti politique CD&V.
Corentin de Salle, Dr en philosophie et juriste met en exergue plusieurs exemples concrets de capitalisme de connivence : 
- L'État adopte des règlementations favorables à certaines entreprises (par exemple pour s’en faire des alliés relativement à une réforme qu’il veut faire passer).
- L'État adopte des règlementations très contraignantes (en matière sociale, environnementale, etc.) pour toute entreprise, mais qui handicapent le développement voire menacent la survie des plus petites entreprises car elles sont financièrement moins solides que les grosses entreprises qui, souvent, ont suggéré à l’État d’adopter ces règlementations pour se débarrasser d’un nouveau concurrent.
- L'État privilégie une filière (par exemple dans le domaine de l’énergie) au détriment de toutes les autres en raison d’une proximité idéologique.
- L'État offre des garanties à un secteur (par exemple le secteur bancaire ou financier) qui ont pour effet d’inciter ce dernier à agir de manière imprudente voire carrément irresponsable. Ce qui pose un problème avec de pareils établissements, ce n’est pas tant leur taille que le fait qu'ils doivent être soutenus par les pouvoirs publics et qu’ils jouissent d’une garantie étatique qui leur permet de faire à peu près n’importe quoi en vertu du principe « les bénéfices sont privatisés et les pertes sont collectivisées ».
- L'État distribue des subsides, des incitants fiscaux, des avantages de toute nature qui vont motiver des entreprises à réorienter leurs activités de manière à acquérir des rentes de situation : le but est ici non pas de satisfaire les besoins des consommateurs mais bien de capter, par exemple, une partie des milliers de milliards de dollars dépensés chaque année par l’État américain. Ce qui conduit à dépenser beaucoup de ressources (humaines, financières, etc.) à chasser des rentes de situation plutôt qu’à développer des activités socialement utiles.
- L'État ne poursuit pas des hommes d’affaires qui ont violé la loi car ces derniers sont aux commandes de sociétés renflouées par l’État qui ne désire pas que de telles inculpations débouchent sur la faillite de la société renflouée[5].

Le crony capitalism est souvent associé à des modalités du capitalisme autoritaire, comme dans la Russie de Poutine, la Hongrie de Viktor Orban, la Turquie d'Erdogan et aussi dans la Chine de Xi Jinping. Dans ces régimes, il concourt à la légitimation du pouvoir en assurant la dépendance des bénéficiaires à l'égard des dirigeants.

## Critiques
Différents mouvements politiques dénoncent le système de connivence qui serait en permanente confusion avec le vrai capitalisme. Les libertariens sont en faveur d'une société avec un état réduit aux fonctions régaliennes dont l'État ne pourrait s'immiscer dans les affaires économiques et ainsi favoriser une entreprise par rapport à une autre.